# Lonnes
Lonnes település Franciaországban, Charente megyében. Lakosainak száma 188 fő (2022. január 1.). Lonnes Chenon, Fontenille, Juillé, Salles-de-Villefagnan, Verteuil-sur-Charente és Aunac-sur-Charente községekkel határos.

## Népesség
A település népességének változása:
| Lakosok száma | 180  | 165  | 160  | 165  | 166  | 174  | 178  | 181  | 181  | 188  |
|               | 1968 | 1982 | 1990 | 2006 | 2013 | 2015 | 2017 | 2019 | 2020 | 2022 |